# Eurofighter GmbH
Eurofighter Jagdflugzeug GmbH je nadnárodní společnost koordinující projekt, výrobu a modernizaci Eurofighteru Typhoon, včetně pohonných jednotek navržených a vyráběných společností EuroJet Turbo GmbH.
Vznikla roku 1986 a sídlí v bavorském Hallbergmoosu. Jejími dnešními podílníky jsou tři významní letečtí výrobci z celkem čtyř evropských států:
- 46%: EADS, nyní Airbus Defence and Space (Francie, Německo)
- 33%: BAE Systems Military Air & Information (Spojené království)
- 21%: Alenia Aeronautica, později Alenia Aermacchi, nyní Leonardo Aeronautics (Itálie)

Hlavním zákazníkem společnosti je NATO Eurofighter and Tornado Management Agency (NETMA), zastupující zájmy partnerských států. Tento kooperativní způsob managementu kopíruje model použitý v projektu Panavia Tornado, v jehož případě byla společnost Panavia Aircraft GmbH odpovědná za dodávky zbraňového systému a společnost Turbo-Union Ltd. sídlící ve Spojeném království nesla odpovědnost za pohonný systém.